# Le Fils de la reine aveugle
Le Fils de la reine aveugle est un film muet français réalisé par Louis Feuillade et sorti en 1911.

## Fiche technique
- Titre alternatif : Les Pâques de la reine aveugle
- Réalisation et scénario : Louis Feuillade
- Société de production : Société des Établissements L. Gaumont
- Pays : France
- Format : Muet - Noir et blanc
- Durée : inconnue
- Date de sortie : 
  -  France - 1911

## Distribution
- Georges Wague
- Renée Carl